# Vrilletta decorata
Vrilletta decorata là một loài bọ cánh cứng thuộc họ Ptinidae.